# 南木曾町
南木曾町（日语：／ Nagiso machi */?）是位于長野縣西南部木曾郡的一町。

## 交通

### 鐵道

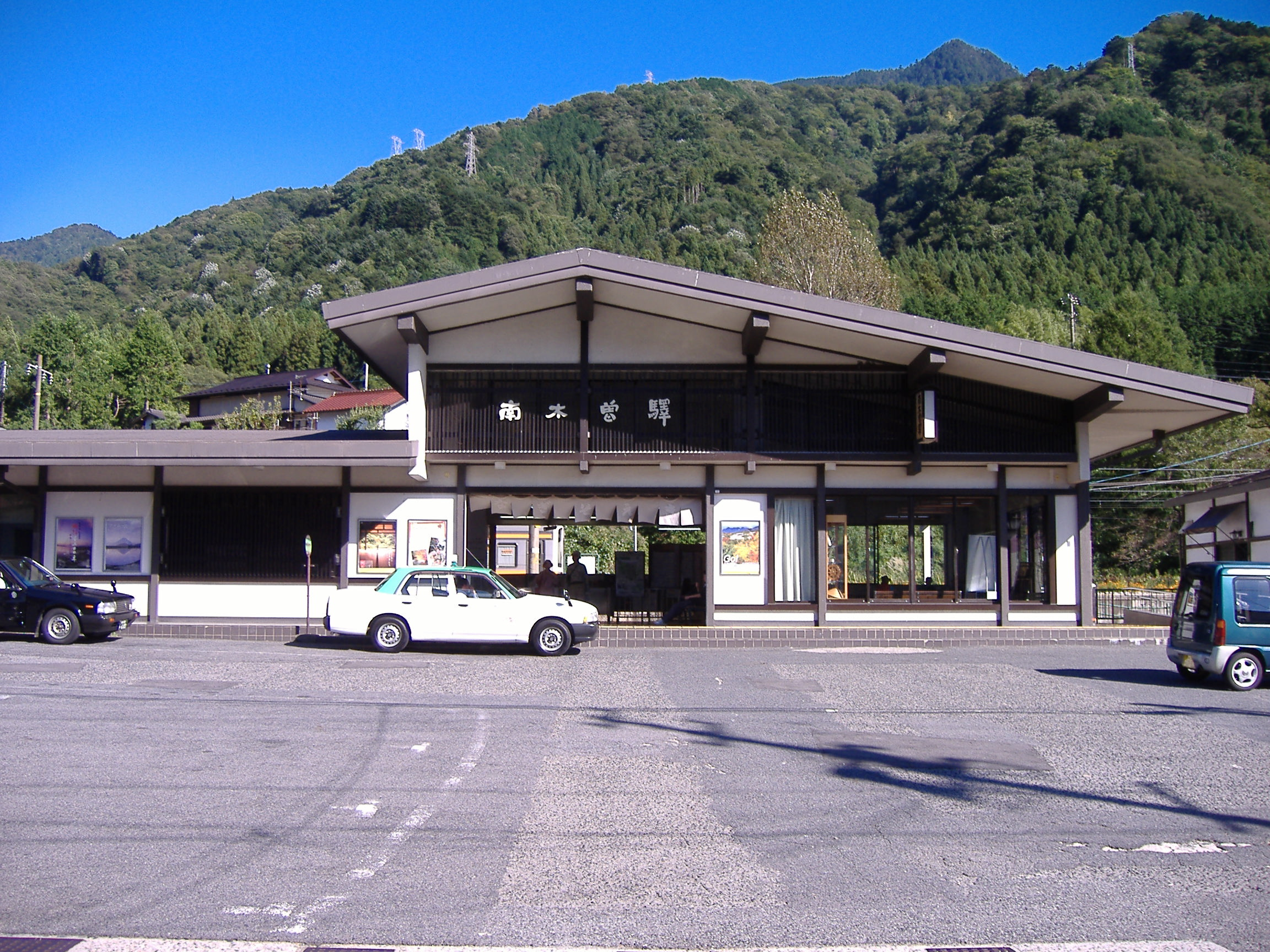
中央本線南木曾車站

- 東海旅客鐵道（JR東海）中央本線
  - 田立車站
  - 南木曾車站
  - 十二兼車站

### 道路
- 國道19號
- 國道256號